# Calypogeia nasuensis
Calypogeia nasuensis là một loài rêu trong họ Calypogeiaceae. Loài này được Inoue mô tả khoa học đầu tiên năm 1969.